# تماشاگری جنسی

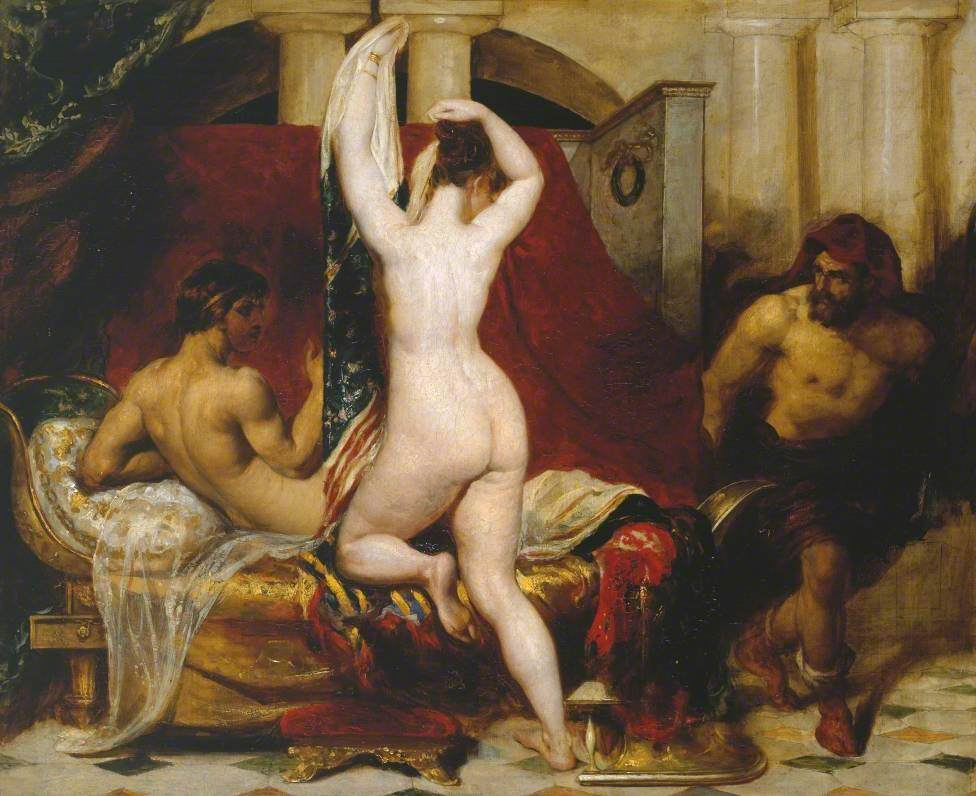
کاندولس، پادشاه لیدیه، همسر خود را پنهانی به ژیگس، یکی از وزیران خود، در حالی که او به رختخواب می‌رود نشان می‌دهد(۱۸۳۰)این تصویر روایت هرودوت از داستان ژیگس را نشان می دهد.

تماشاگری جنسی (به فرانسه: voyeurisme یا scopophilia=چشم‌چرانی)، یعنی احساس اجبار برای دید زدن دزدکیِ دیگران-معمولاً غریبه‌ها-است. واژه فرانسوی ووایُر(voyeur)، به معنای تماشاگر است. فرد مبتلا به تماشاگری جنسی، نیاز غیرقابل مقاومت و تکرار شونده‌ای برای دید زدن دزدکی دیگران از پشت پنجره‌ها یا درها، در توالت‌های عمومی، پارک‌ها، یا ساحل‌های دریا دارد، و از تماشای رابطه جنسی دیگران بسیار لذت می‌برد.
مبتلایان به تماشاگری جنسی از انجام یک عمل جنسی ممنوع ارضا می‌شوند. همچنین تماشاگر جنسی، مانند عورت نما معمولاً بی‌خطر است و چنانچه دیده شود، پا به فرار می‌گذارد. با این وجود در مواردی، معمولاً بعد از احساس تحریک با برانگیختگی شدید، تماشاگر جنسی حضور خود را بر ملا می‌کند. برای مثال ممکن است آلت تناسل خود را نشان دهد و از قربانی خود بخواهد تا آن را لمس یا با آن استمناء کند. در مواردی دیده شده که تماشاگر جنسی سعی کرده قربانی خود را به نزدیکی جنسی وادارد، اما چنین مواردی نادر است.
تماشاگری جنسی در اوان کودکی آغاز می‌شود و معمولاً مدتی طولانی تداوم می‌یابد. پنجاه درصد افرادی که به خاطر تماشاگری جنسی دستگیر می‌شوند، باز هم مرتکب اعمال مشابه می‌شوند. در مواردی که تماشاگری جنسی مربوط به فشار زندگی باشد، وقتی فشار روانی از بین برود، الزام آن‌ها به این کار نیز کاهش می‌یابد. با اینکه علائم اختلالات روانی شدید به ندرت در تماشاگران جنسی مشاهده می‌شود، اما معمولاً روابط دگرجنس گرایانه رضایت بخشی ندارند.